# Sylvain Monsoreau
Sylvain Monsoreau (* 20. März 1981 in Saint-Cyr-l’École, Frankreich) ist ein französischer ehemaliger Fußballspieler auf der Position des Verteidigers.

## Karriere
Monsoreaus Fußballkarriere begann beim FC Sochaux in der zweiten französischen Liga, mit dem er 2001 in die Ligue 1 aufstieg. Nach sechs Spielzeiten wechselte er im Sommer 2005 zu Olympique Lyon, schloss sich jedoch bereits ein Jahr später dem AS Monaco an. 2008 wechselt er zum Ligarivalen AS Saint-Étienne.